# Forcipomyia annulipes
Forcipomyia annulipes är en tvåvingeart som beskrevs av Tokunaga 1940. Forcipomyia annulipes ingår i släktet Forcipomyia och familjen svidknott. Inga underarter finns listade i Catalogue of Life.